# Jan Stokláska
Jan Stokláska (* 7. února 1983 Praha) je český bobista.
Startoval na Zimních olympijských hrách 2010, kde byl členem posádky čtyřbobu, jenž se umístil na 12. místě, ve dvojbobech byl s Ivem Danilevičem třináctý. Na světových šampionátech dosáhl nejlépe 6. místa ve dvojbobech na MS 2008.